# Alvise Cadamosto
Alvise Cadamosto, född omkring 1432 i Venedig, död 18 juli 1488 i Rovigo, var en italiensk upptäcktsresande under portugisisk flagg. 
Cadamosto trädde 1454 i Henrik Sjöfararens tjänst och företog på dennes order flera resor längs Afrikas västra kust där han upptäckte Gambiaflodens mynning, Kap Verdeöarna 1456 och slutligen mynningen av Rio Grande. Cadamostos resebeskrivning utgavs 1507.